# Trégastel

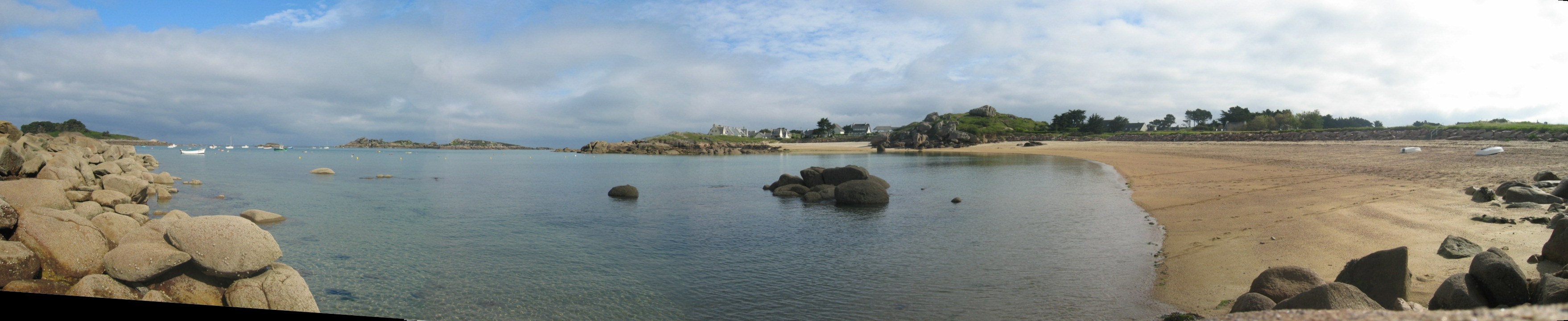

Trégastel (bret. Tregastell) – miejscowość i gmina we Francji, w regionie Bretania, w departamencie Côtes-d’Armor.
Według danych na rok 1990 gminę zamieszkiwało 2201 osób, a gęstość zaludnienia wynosiła 314 osób/km² (wśród 1269 gmin Bretanii Trégastel plasuje się na 276. miejscu pod względem liczby ludności, natomiast pod względem powierzchni na miejscu 948.).